# Andrés Henestrosa
Andrés Henestrosa Morales (San Francisco Ixhuatán, Oaxaca, 30 de noviembre de 1906-México, D. F., 10 de enero de 2008), conocido como Andrés Henestrosa, fue un poeta, narrador, ensayista, orador, escritor, político (diputado y senador por su estado), bibliófilo, historiador y periodista mexicano. Una de sus grandes contribuciones fue la fonetización del idioma zapoteco y su transcripción al alfabeto latino.

## Datos biográficos
Fue hijo de Arnulfo Morales (a quien no conoció) y Martina Henestrosa. Inició su educación básica en Oaxaca. Hasta los 15 años sólo habló su lengua materna, el zapoteco, en esa fecha se trasladó a la Ciudad de México, donde durante un año estudió en la Escuela Normal de Maestros, lo cual le permitió el dominio del español; de ahí pasó a la Escuela Nacional Preparatoria y luego a la Escuela Nacional de Jurisprudencia, donde llevó a cabo estudios de derecho, sin lograr graduarse; al mismo tiempo, estudió en la Facultad de Filosofía y Letras de la Universidad Nacional Autónoma de México
En 1927 comenzó a escribir por sugerencia de uno de sus profesores, Antonio Caso, quien le animó a poner sobre el papel leyendas y fábulas de su tierra zapoteca, como en su libro Los hombres que dispersó la danza, publicado dos años después.
En 1929 fue un acérrimo partidario de José Vasconcelos en su campaña de la presidencia de México, y fue un activo participante en ella, actividad acerca de la cual dejó una amplia serie de relatos sobre las giras electorales por el país, que se quedaron sin publicar.
El autor desarrolló asimismo ensayos, artículos y relatos, dispersos en las páginas de revistas y periódicos o como prólogos y contribuciones a diversos libros. Dentro de su obra ha seguido una línea paralela a la de sus libros, la exaltación de su pueblo y del pasado indígena, la defensa de ese espíritu liberal, así como el estudio y valoración de las expresiones de su país.
En 1936, gracias a recomendación de Langston Hughes, la Fundación Guggenheim lo becó para realizar estudios sobre la cultura zapoteca. Recorrió gran parte de Estados Unidos para sus investigaciones, que tuvieron como resultado la hispanización del idioma zapoteco, la creación de su alfabeto y un Diccionario zapoteco-español. Fue durante este viaje que realizó en 1937 a Nueva Orleans, donde escribió una de sus obras más famosas: Retrato de mi madre.
Ingresó a la Academia Mexicana de la Lengua el 23 de octubre de 1964 como miembro numerario, ocupando la silla XXIII, organismo en el que de 1965 a 2000 ocupó el cargo de bibliotecario.
En 1982 fue elegido senador por Oaxaca por el Partido Revolucionario Institucional. Dedicó su vida al desarrollo de la cultura en México, a través de su obra literaria, de su compromiso social y su participación en la vida académica y pública de la sociedad mexicana.

## Obra
Dentro de su obra destacan los relatos Los hombres que dispersó la danza (1929), Los caminos de Juárez, Los hombres que dispersó la danza y algunos recuerdos, andanzas y divagaciones, reedición del Fondo de Cultura Económica de 1992, Retrato de mi madre (1940), y Cuatro siglos de literatura mexicana, compilación que junto a Ermilo Abreu Gómez, Jesús Zavala, Clemente López Trujillo, publicó en Editorial Leyenda en 1946.
También, Los cuatro abuelos (Carta a Griselda Álvarez), 1960; Sobre mí (carta a Alejandro Finisterre), 1936; Una confidencia a media voz (carta a Estela Shapiro), 1973, y Carta a Cibeles, 1982. Estas cuatro cartas autobiográficas han sido reunidas en un volumen bajo el título de El remoto y cercano ayer. En 1972, bajo el título de Obra completa, apareció en un volumen todo cuanto hasta entonces había publicado Henestrosa, y posteriormente publicó De Ixhuatán, mi tierra, a Jerusalén, tierra del Señor (1976) y El maíz, riqueza del pobre (1981). En el campo del ensayo publicó Los hispanismos en el idioma zapoteco, que fue su discurso de ingreso a la Academia Mexicana de la Lengua, en 1964; Acerca del poeta y su mundo, respuesta al discurso de ingreso de Alí Chumacero al mismo organismo (1965), De México y España, colección de artículos, ensayos y cartas (1974), y Espuma y flor de corridos mexicanos (1977). Prolífico autor, escribió el prólogo de más de cuarenta obras de autores mexicanos y extranjeros, y realizó en colaboración con Ermilo Abreu Gómez, Jesús Zavala y Clemente López Trujillo en 1946 La antología.
Ejerció el periodismo durante cincuenta años, colaborando en los diarios más importantes del país, dirigió la revista El Libro y el Pueblo y fue fundador de Las Letras Patrias. De la misma forma, escribió en las publicaciones Hoy, Revista de la Universidad, Época, Revista de la Cámara de Comercio, Revista de América, Aspectos, Casa del Tiempo, de la Universidad Autónoma Metropolitana, y en Notimex. También se desempeñó como director de la revista Mar Abierto y De Ambos Mundos (1985-1992). En 1970 apareció el libro "Alacena de alacenas", colección de artículos publicados cada domingo en el periódico El Nacional de 1951 a 1970. Mucha de su obra literaria se encuentra dispersa en periódicos y revistas, en espera de ser compilada y seleccionada.
Fue maestro de Lengua y Literatura en la Universidad Nacional Autónoma de México y en la Escuela Normal de la Secretaría de Educación Pública. Fue diputado federal y senador de la República en cinco legislaturas (diputado en las Legislaturas XLIV, XLVI y LIV, y senador en la LII y LIII), así como jefe del Departamento de Literatura del Instituto Nacional de Bellas Artes. Desarrolló también una labor periodística por más de 50 años en diversos diarios de circulación nacional, tales como El Nacional, Excélsior, El Universal, Novedades y El Día, entre otros.

## Reconocimientos
El 30 de noviembre de 2003, en la ciudad de Oaxaca, justo al celebrarse su onomástico noventa y siete, se inauguró la biblioteca que lleva su nombre y en la cual se encuentran cuarenta mil volúmenes que él fue adquiriendo a lo largo de su vida.
El maestro Henestrosa se hizo merecedor de las distinciones siguientes:
- el Premio Elías Sourasky (1973)
- el Premio Nacional de Periodismo (1983)[1]
- la Presea Ciudad de México (1990)
- el Premio Internacional Alfonso Reyes (1991)
- la Medalla Ponciano Arriaga, por méritos legislativos (1991)
- el Premio Juchimán de Plata
- la Medalla Ignacio Manuel Altamirano, de la Secretaría de Educación Pública (1992)
- la Medalla René Cassin, de la Tribuna Israelita (1992)

En su honor se instauraron los siguientes reconocimientos:
- la Medalla Andrés Henestrosa, de Escritores Oaxaqueños, A.C. (1992)
- la Medalla de la Comisión del Deporte Andrés Henestrosa

Asimismo, se le otorgó la Medalla al Mérito Benito Juárez, de la Sociedad Mexicana de Geografía y Estadística (1993) y el Premio Nacional de Ciencias y Artes en el área de Lingüística y Literatura (1994). Por su destacada trayectoria, recibió entre otros reconocimientos la Medalla Belisario Domínguez que otorga el Senado mexicano, la Medalla al Mérito Cívico Eduardo Neri, Legisladores de 1913, otorgada por la Cámara de Diputados, y la Medalla de Oro del Instituto Nacional de Bellas Artes (INBA) (2002). Con motivo de sus cien años de vida, recibió el doctorado ''honoris causa'' por parte de la Universidad Autónoma Metropolitana (2007). Recibió diversos homenajes, como los rendidos en el Palacio de Bellas Artes, la Casa Lamm y la Academia Mexicana de la Lengua. A la edad de 101 años Andrés Henestrosa murió en la Ciudad de México el 10 de enero de 2008.